# (8526) Takeuchiyukou
(8526) Takeuchiyukou (1992 SM12) – planetoida z pasa głównego asteroid okrążająca Słońce w ciągu 3,69 lat w średniej odległości 2,38 au. Odkryta 23 września 1992 roku.